# Anmchad mac Con Cherca
Anmchad mac Con Cherca (mort vers 760) est roi d'Osraige dans l'actuel comté de Kilkenny vers 740 à 760.

## Contexte
Le royaume d'Osraige, dont le nom fut plus tard anglicisé en  Ossory, fait partie de la centaine de petits royaumes qui existaient en Irlande au VIIIe siècle. L'Osraige doit son nom au  « Peuple des cerfs »  qui habitait dans les actuels comté de Kilkenny et la partie limitrophe du comté de Laois. Les plus importants centres religieux étaient les églises d'Aghaboe (comté de Laois), centre du culte de Saint Cainnech, et à  Seir Kieran (comté d'Offaly), centre du culte de  Kieran de Saighir.
Bien que les généalogies fassent remonter les origines de la dynastie dans le mythe et à la légende, il semble bien que la lignée régnante d'Osraige à laquelle appartient Anmchad ne soit arrivée au pouvoir qu'à la fin du VIe siècle ! Colmán Mór fils de Feradach apparaît dans la vie de Saint Cainnech d'Aghaboe comme roi d'Osraige, et Colmán le fils de Scandlán, qui est mentionné par Adomnan d'Iona dans sa Vita de  Saint Columba, semble également avoir été un roi qui meurt vers 643.
La succession des rois d'Osraige au VIIe siècle est obscure après la mort de Scandlán et les rois qui précèdent  Anmchad ne sont guère plus que des noms. Le père d'Anmchad Cú Cherca, est roi et meurt  c.713. Cellach mac Fáelchair, tué en 735 lors d'un combat contre Cathal mac Finguine et les Hommes du Leinster, et Forbasach mac Ailella  probablement tué en 740, mais on ignore comment et par qui. Anmchad est presumé être devenu roi après la mort de Forbasach.

## Règne
Après la mort de Cathal mac Finguine, Munster a été gouverné par une série de souverains qui ont laissé peu de traces dans les annales irlandaises. Lorsque Donnchad Midi mac Domnaill de Clan Cholmáin, chef des Uí Néill et Ard ri Erenn, meène une série de campagnes contre les Uí Dúnlainge du Leinster, le Munster ne réagit pas et selon les annales, c'est Anmchad est le chef du Munster le plus actif militairement au milieu du VIIIe siècle.
La première mention du règne d'Anmchad est en 742, l'année même de  la mort de Cathal mac Finguine. Les Annales d'Ulster et les Annales de Tigernach indiquent que l'Osraige dévaste les domaines du Cenél Fiachach et Delbna qui s'étendaient à travers la vallée de la rivière Brosna, entre l'Abbaye de Durrow et la Shannon, dans l'actuel comté d'Offaly.
Ensuite, peut-être en 745, Anmchad défait les Déisi Mumain, dans ce qui est maintenant  l'est de comté de Waterford, tuant leur roi Uargus mac Fiachrae L'année suivante, Anmchad bat et tue les trois fils de Cumascrach, mais on ignore qui sont Cumascrach et ses fils, et les raisons pour lesquelles Anmchad était en guerre avec eux,
La cible principale des guerres ultérieures d'Anmchad est le Leinster, et en particulier les royaumes et les peuples du sud Leinster, le moderne comté de Carlow, parmi lesquels se trouvaient les Uí Bairrche Tire et les Uí Cheinnselaigh. Il se peut que la bataille d'Inis Snaic remportée par Anmchad, dont on l'adversaire[pas clair] et enregistrée vers 750, concerne Leinster. En 754 lorsque l'Osraige ravage un territoire à l'est connu sous le nom de Fotharta Fea, dans la partie orientale du comté de Carlow moderne. En 759, et encore en 761, Anmchad  combat à Belach Gabraín - le col de Gowran - sur la route principale entre le sud de Leinster et l'Osraige. Les deux fois, il vainc les Hommes du Leinster, et lors de la deuxième bataille Donngal mac Laidcnén, le roi d'Uí Cheinnselaigh, est tué.
Les annales ne mentionnent plus  d'Anmchad après la mort de Donngal mac Laidcnén. En 769, une guerre civile éclate en Osraige c'est alors Tóim Snáma mac Flainn, qui semble diriger l'Osraige, lorsqu'il vainc les fils du prédécesseur d'Anmchad Cellach, parmi lesquels se trouve son successeur éventuel Dúngal mac Cellaig. On présume donc qu'Anmchad est mort entre sa dernière mention en 761 et la prise de pouvoir par Tóim Snáma en 769 ou avant. Anmchad avait au moins un fils survivant, Fergal mac Anmcaid, qui était également roi d'Osraige et qui meurt en 802.

## Sources
- (en) Gearóid Mac Niocaill, Ireland before Vikings, Dublin, Gill & Macmillan, 1972, p. 129 Rulers of Osraige 693-802
- (en) Bart Jaski, Genealogical tables of medieval Irish royal dynasties, Dublin, Four Courts Press, 2013 (ISBN 9781846824265), p. 126 Tableau-47 Osraige a.6th-8th c.